# 刘营站
刘营站位于安徽省亳州市谯城区刘营行政村，是京九铁路的一座火车站，等级为四等站，距北京西站743公里，距常平站1572公里，本站及相邻上下行区间均为电气化区段。车站建于1989年，只办理货运，不办理客运业务。